# Ečka
Ečka (srbsko Ечка) (pred vojno tudi Pavlovo, srbsko Ечка, madžarsko Écska, nekoč Német Écska ; nemško Etschka, nekoč Deutsch Etschka; romunsko Ecica ) је naselje mesta Zrenjanin v Srednjebanatskem upravnem okraju v Vojvodini, Srbija.
Po popisu prebivalstva Republike Srbije iz leta 2002 je imelo 4513 prebivalcev; po popisu prebivalstva SFRJ iz leta 1991 pa je bilo 5172 prebivalcev.
Leži tik ob zaščitenem rezervatu Carska bara (madžarsko Császártó, nemško Kaisersee), kjer gnezdi mnogo redkih ptičjih vrst. Belo jezero je bogato z različnimi ribami, okolica pa z divjadjo: zato je možen lov in ribolov. Poleg teče reka Begej, od katere se odcepi njen mrtvi rokav Stari Begej.
Na severni strani gradijo industrijsko območje mesta Zrenjanina; tam pa je tudi športno in gospodarsko letališče. Na južni strani obratuje ob Begeju nova ladjedelnica. 
V kraju je lovski dvorec Kaštel Ečka, ki je bil dolga leta gospodarsko in kulturno središče kraja v upravi grofovskih družin Lazar in Harnoncourt. Dvorec je danes lepo in strokovno obnovljen ter je v zasebni lasti. V njem je hotel visoke kategorije in tudi slikarska kolonija. 

## Demografija
V naselju živi 3638 polnoletnih prebivalcev, pri čemer je njihova povprečna starost 39,5 let (38,0 pri moških in 41,0 pri ženskah). Naselje ima 1564 gospodinjstev, pri čemer je povprečno število članov na gospodinjstvo 2,89.
Prebivalstvo je večinoma nehomogeno, a v času zadnjih treh popisov je opazno zmanjšanje števila prebivalcev.
|  |

| Demografija | Demografija     | Demografija     |
| Leto        | Št. prebivalcev | Št. prebivalcev |
| ----------- | --------------- | --------------- |
|             |                 |                 |
|             |                 |                 |
|             |                 |                 |
|             |                 |                 |
| 1948        | 3934            |                 |
| 1953        | 4188            |                 |
| 1961        | 4323            |                 |
| 1971        | 4621            |                 |
| 1981        | 5293            |                 |
| 1991        | 5172            | 4795            |
| 2002        | 5002            | 4513            |
|             |                 |                 |

| Etnična sestava po popisu iz leta 2002 | Etnična sestava po popisu iz leta 2002 | Etnična sestava po popisu iz leta 2002 | Etnična sestava po popisu iz leta 2002 | Etnična sestava po popisu iz leta 2002 |
| -------------------------------------- | -------------------------------------- | -------------------------------------- | -------------------------------------- | -------------------------------------- |
| Srbi                                   | Srbi                                   |                                        | 2.483                                  | 55,01%                                 |
| Romuni                                 | Romuni                                 |                                        | 1.325                                  | 29,35%                                 |
| Madžari                                | Madžari                                |                                        | 196                                    | 4,34%                                  |
| Jugoslovani                            | Jugoslovani                            |                                        | 123                                    | 2,72%                                  |
| Romi                                   | Romi                                   |                                        | 72                                     | 1,59%                                  |
| Črnogorci                              | Črnogorci                              |                                        | 21                                     | 0,46%                                  |
| Hrvati                                 | Hrvati                                 |                                        | 14                                     | 0,31%                                  |
| Bolgari                                | Bolgari                                |                                        | 12                                     | 0,26%                                  |
| Slovaki                                | Slovaki                                |                                        | 9                                      | 0,19%                                  |
| Nemci                                  | Nemci                                  |                                        | 9                                      | 0,19%                                  |
| Makedonci                              | Makedonci                              |                                        | 5                                      | 0,11%                                  |
| Slovenci                               | Slovenci                               |                                        | 4                                      | 0,08%                                  |
| Muslimani                              | Muslimani                              |                                        | 4                                      | 0,08%                                  |
| Ukrajinci                              | Ukrajinci                              |                                        | 3                                      | 0,06%                                  |
| Albanci                                | Albanci                                |                                        | 1                                      | 0,02%                                  |
| Neznano                                | Neznano                                |                                        | 51                                     | 1,13%                                  |